# Skavlhø
Skavlhø är ett berg i Antarktis. Det ligger i Östantarktis. Norge gör anspråk på området. Toppen på Skavlhø är 2 610 meter över havet, eller 328 meter över den omgivande terrängen. Bredden vid basen är 5,9 km.
Terrängen runt Skavlhø är kuperad österut, men västerut är den platt. Trakten är obefolkad. Det finns inga samhällen i närheten. 